# 安藤定房
安藤 定房（あんどう さだふさ）は、江戸時代前期から中期にかけての旗本・茶人。通称は大膳、治右衛門。官位は従五位下・若狭守。号は残雪庵、妙雲庵。法名は道円。阿久和安藤家5代。

## 略歴
安藤正程の子として誕生。
延宝7年（1679年）、父の没後家督を継ぎ小普請となる。元禄9年（1696年）に小姓組、元禄13年（1700年）に徒頭となり布衣を許される。宝永2年（1705年）、甲斐国内の領地を武蔵国高麗郡、比企郡、入間郡内に移された。宝永4年（1707年）に新番頭、享保8年（1724年）に江戸城西丸留守居となり、従五位下・若狭守に叙任された。
享保9年（1724年）春、福岡藩士・笠原道桂より茶書『南方録』の書写を許可され、これの普及に尽くした。定房が『南方録』の書写を許可した例に、享保18年（1734年）の石州流伊佐派の伊佐幸琢（初代。幕府数奇屋頭）が挙げられる。ただしこの『南方録』は後世の研究により、元禄時代頃に作られた偽書とされている。
寛保元年（1741年）、旗奉行となった。江戸・早稲田に龍善寺を建立するために領民に年貢の増納を命じた。寛保3年（1743年）、定房の圧政に苦しんだ農民たちが老中松平信祝に駕篭訴する事件が起き、その直後没した。家督は嫡男・定殻が継ぐが蟄居処分を受けた。墓所は定房の開基した龍善寺。

## 系譜
- 父：安藤正程
- 母：不詳
- 室：大久保忠兼の娘
  - 嫡男：安藤定殻（1708-1749）
- 生母不明の子女
  - 女子：大久保忠根室
  - 女子：大久保忠郷室
  - 男子：中坊秀亨 - ひでみち、中坊秀成の養子
  - 養女：大久保忠根後妻 - 安藤次長の娘